# Garhadiolus
 Garhadiolus  Jaub. & Spach, 1850 è un genere di piante angiosperme dicotiledoni della famiglia delle Asteraceae.

## Etimologia
Il nome scientifico del genere è stato definito dai botanici Hippolyte François Jaubert (1798-1874) e Édouard Spach (1801-1879) nella pubblicazione "Illustrationes Plantarum Orientalium" (Ill. Pl. Orient. 3(29): 119, t. 284, 285) del 1850.

## Descrizione

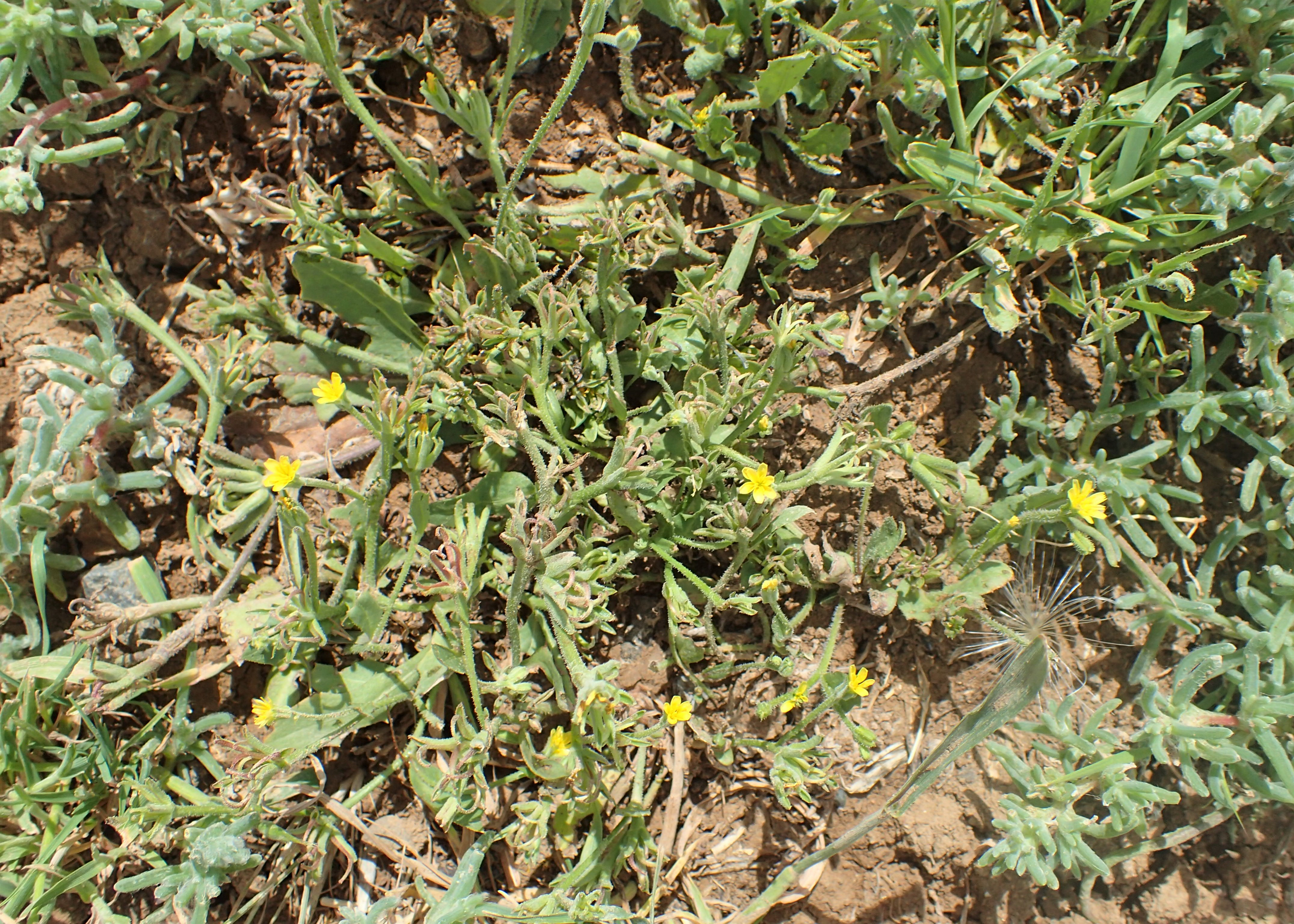
Il portamento
Garhadiolus hedypnois

Habitus. Le specie di questo gruppo sono piante annuali non molto alte con abbondante latice amaro. Il portamento in genere è appressato al suolo.
Fusto. Gli scapi fiorali sono robusti e afilli; possono originare direttamente dal rizoma. In alcuni casi i fusti sono ramificati. Le radici in genere sono di tipo fittonante.
Foglie. Le foglie formano delle rosette radicali con lamine intere o dentate o pennatosette. Le foglie lungo il caule sono disposte in modo alterno e spesso sono abbraccianti il caule stesso. La consistenza può essere carnosa.
Infiorescenza. L'infiorescenza è composta da uno o più capolini terminali e solitari. I capolini, solamente di tipo ligulifloro, sono formati da un involucro composto da diverse brattee (o squame) all'interno delle quali un ricettacolo fa da base ai fiori ligulati. L'involucro ha una forma campanulata ed è formato da due serie di brattee. Solitamente le due serie di brattee non sono uguali: la serie interna è eretta con forme lineari-lanceolate e consistenza indurita, mentre quella esterna è patente; raramente le brattee sono connate alla base. Il ricettacolo è piano e nudo (senza pagliette a protezione della base dei fiori).
Fiori. I fiori, tutti ligulati, sono tetra-ciclici (ossia sono presenti 4 verticilli: calice – corolla – androceo – gineceo) e pentameri (ogni verticillo ha in genere 5 elementi). I fiori sono ermafroditi, fertili e zigomorfi.
- Formula fiorale:

*/x K {\displaystyle \infty }, [C (5), A (5)], G 2 (infero), achenio
- Calice: i sepali del calice sono ridotti ad una coroncina di squame.
- Corolla: le corolle sono formate da una ligula terminante con 5 denti; il colore in genere è giallo; la superficie può essere sia pubescente che glabra.
- Androceo: gli stami sono 5 con filamenti liberi e distinti, mentre le antere sono saldate in un manicotto (o tubo) circondante lo stilo.[11] Le antere alla base sono prive di codette. Il polline è tricolporato.[12]
- Gineceo: lo stilo è filiforme. Gli stigmi dello stilo sono due divergenti e ricurvi con la superficie stigmatica posizionata internamente (vicino alla base).[13] L'ovario è infero uniloculare formato da 2 carpelli.

Frutti. I frutti sono degli acheni con pappo. Gli acheni, rostrati e costati, sono glabri con superficie che può essere trasversalmente tubercolata. Gli acheni sono dimorfi: gli esterni sono incurvati con forme subulate, sono persistenti e sono parzialmente racchiusi nell'involucro persistente delle brattee; gli acheni centrali sono incurvati, provvisti di un lungo e sottile becco, sono caduchi e apicalmente hanno una struttura simile ad una coroncina sulla quale è inserito il pappo. Il pappo è setoloso (setole scabre/barbate) o anche nullo. Lunghezza del pappo: 1,5 mm.

## Biologia
- Impollinazione: l'impollinazione avviene tramite insetti (impollinazione entomogama tramite farfalle diurne e notturne).
- Riproduzione: la fecondazione avviene fondamentalmente tramite l'impollinazione dei fiori (vedi sopra).
- Dispersione: i semi (gli acheni) cadendo a terra sono successivamente dispersi soprattutto da insetti tipo formiche (disseminazione mirmecoria). In questo tipo di piante avviene anche un altro tipo di dispersione: zoocoria. Infatti gli uncini delle brattee dell'involucro si agganciano ai peli degli animali di passaggio disperdendo così anche su lunghe distanze i semi della pianta.

## Distribuzione e habitat
Le specie di questo genere si trovano in Asia centrale e occidentale.

## Tassonomia
La famiglia di appartenenza di questa voce (Asteraceae o Compositae, nomen conservandum) probabilmente originaria del Sud America, è la più numerosa del mondo vegetale, comprende oltre 23.000 specie distribuite su 1.535 generi, oppure 22.750 specie e 1.530 generi secondo altre fonti (una delle checklist più aggiornata elenca fino a 1.679 generi). La famiglia attualmente (2021) è divisa in 16 sottofamiglie.

### Filogenesi
Il genere di questa voce appartiene alla sottotribù Crepidinae della tribù Cichorieae (unica tribù della sottofamiglia Cichorioideae). In base ai dati filogenetici la sottofamiglia Cichorioideae è il terz'ultimo gruppo che si è separato dal nucleo delle Asteraceae (gli ultimi due sono Corymbioideae e Asteroideae). La sottotribù Crepidinae fa parte del "quarto" clade della tribù; in questo clade è in posizione "centrale" vicina alle sottotribù Chondrillinae e Hypochaeridinae.
I caratteri più distintivi per questa sottotribù (e quindi per i suoi generi) sono:
- in queste piante non sono presenti i peli piccoli, morbidi e ramificati;
- le brattee involucrali sono disposte in due serie ineguali;
- i capolini contengono molti fiori;
- le setole del pappo non sono fragili;
- gli acheni alla base sono poco compressi.

La sottotribù è divisa in due gruppi principali uno a predominanza asiatica e l'altro di origine mediterranea/euroasiatica. Da un punto di vista filogenetico, all'interno della sottotribù, sono stati individuati 5 subcladi. Il genere di questa voce appartiene al subclade denominato "Garhadiolus-Heteracia clade". Questo subclade, nell'ambito della sottotribù, occupa una posizione vicina al "core" della sottotribù ed è inserito in una politomia formata dai subcladi Ixeris-Ixeridium-Taraxacum e Dubyaea-Nabalus-Soroseris-Syncalathium. Il clade comprende cinque generi piccoli o monotipici: Garhadiolus, Heteracia, Heteroderis, Lagoseriopsis e Acanthocephalus.
Nel clade Garhadiolus-Heteracia il genere Acanthocephalus è in posizione "basale" seguito dal genere Garhadiolus. Il "core" è formato dai tre rimanenti generi in posizione politomia. [La precedente configurazione filogenetica è basata sull'analisi di alcune particolari regioni (nrITS) del DNA; analisi su altre regioni (DNA del plastidio) possono dare dei risultati lievemente diversi.]
I caratteri distintivi per le specie del genere di questa voce sono:
- il portamento di queste piante è prostrato e appressato al terreno;
- le foglie sono rosulate;
- il pappo degli acheni centrali spesso è ridotto ad una struttura simile ad una coroncina.

Il numero cromosomico della specie è: 2n = 10 (specie diploidi).
In precedenti trattazioni il genere  Garhadiolus era descritto all'interno della sottotribù Hypochaeridinae.

### Elenco delle specie
Questo genere ha 3 specie:
- Garhadiolus hamosus Boiss. & Hausskn., 1875 - Distribuzione: Anatolia, Siria e Iraq.
- Garhadiolus hedypnois  Jaub. & Spach, 1850 - Distribuzione: Asia centrale e occidentale.
- Garhadiolus papposus  Boiss. & Buhse, 1860 - Distribuzione: Asia occidentale.